# Salle capitulaire

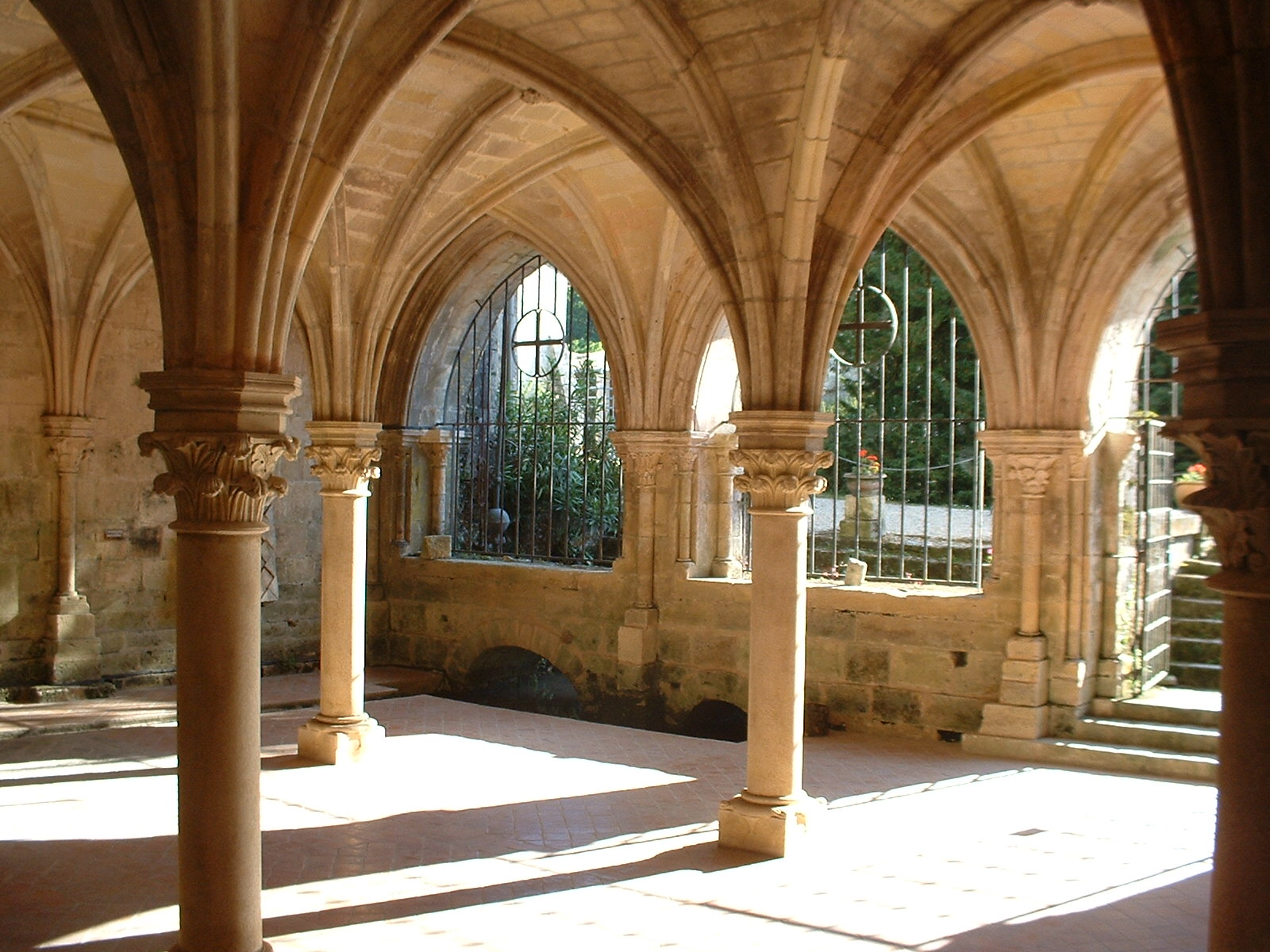
Salle capitulaire de l'abbaye de Fontdouce.

La salle capitulaire (du latin capitulum, signifiant « chapitre »), aussi appelée salle du chapitre, est le lieu où se réunit quotidiennement la communauté religieuse d'une cathédrale, d'un monastère ou d'une collégiale.

## Rôles de la salle capitulaire
Le chercheur en histoire de l'art Michel Bouttier considère qu'elle est l'« édifice religieux le plus respectable après l'église. La salle du chapitre représente le sens horizontal de la fonction des moines et des chanoines, symbolisant leur relation sociale et temporelle avec le reste de la communauté, alors que l'église représente le sens vertical de leur fonction du moine, symbolisant leur relation avec Dieu ».
La salle capitulaire est le lieu où l'on discute de toutes les affaires de la communauté dont les membres sont convoqués par une petite cloche au-dessus du bâtiment : les questions touchant l'organisation matérielle du monastère (en faisant des rapports point par point, à l'origine du verbe capituler), l'admission au noviciat comme à la profession religieuse définitive, l'élection des abbés, la réception des hôtes de marque, et les questions de discipline communautaire (les clercs se faisant réprimander devant les autres, d'où le verbe « chapitrer »). Y sont faites également les annonces et proclamations communiquées par l’évêque ou le pape.

## Architecture

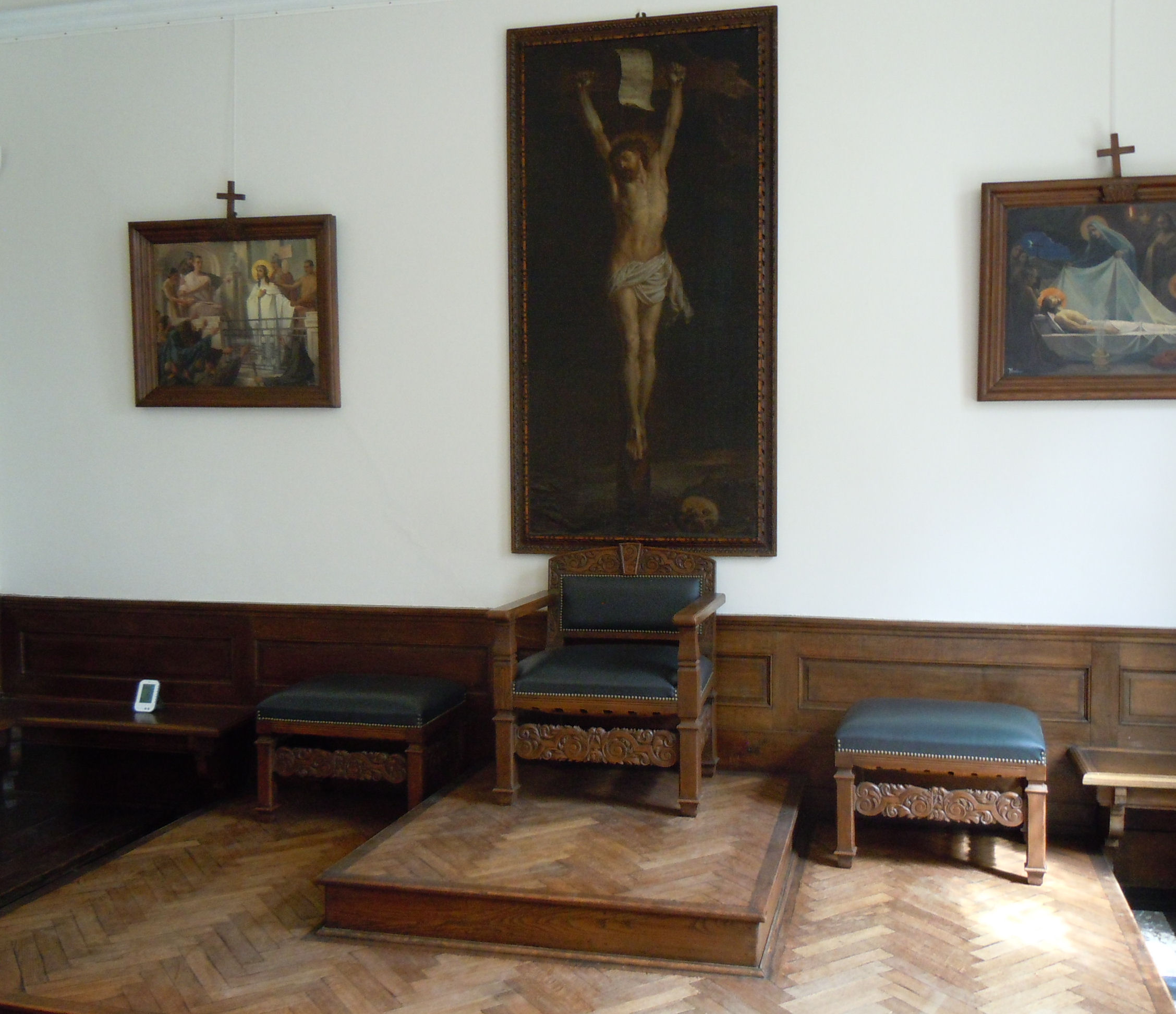
Salle capitulaire dans l´abbaye de Bornem avec le Trône de l'Abbé.

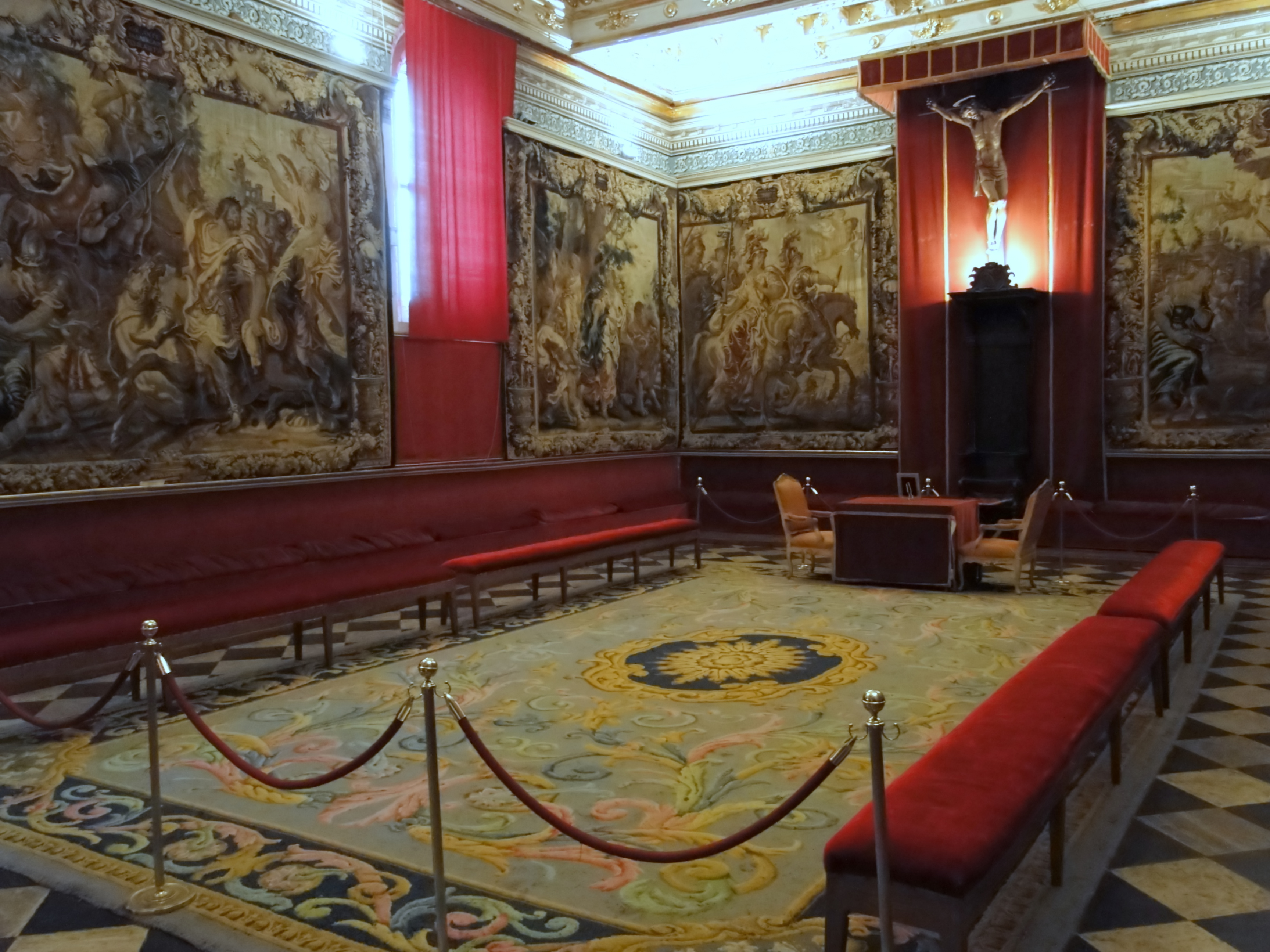
Certaines cathédrales ont également leur salle capitulaire (cathédrale de Ségovie).

Probablement apparue pour la première fois dans l'abbaye Saint-Wandrille de Fontenelle vers l'an 807, la salle capitulaire est souvent construite dans un des bâtiments du cloître.
Son architecture se présente généralement sous la forme d'une salle à voûtes basses qui correspondrait au sens horizontal de la relation à Dieu.
La salle capitulaire est, dans la plupart des abbayes, largement ouverte sur le cloître, en contrebas de quelques marches, afin d'offrir une vue plongeante à ceux qui restaient debout à l'extérieur lorsque l'assistance était trop importante pour être contenue dans la pièce. Les convers par exemple sont appelés à assister aux assemblées les dimanches et fêtes et lors de certaines annonces concernant les moines dans leur ensemble. L'abbé siège en face, au fond, dans l'axe.

## Tombes
Parfois des personnalités religieuses sont enterrées sous la salle capitulaire, avec éventuellement des pierres tombales sculptées insérées dans le carrelage.
Les ossements de moniales reposant sous la salle capitulaire de l'abbaye de Maubuisson ont ainsi contribué à améliorer la connaissance du saturnisme par le plomb du Moyen Âge au XVIIIe siècle.

## Exemples de salles capitulaires
Parmi les salles capitulaires de France, on peut citer celle de l'abbaye de Fontdouce. Cette salle, qui fait partie du deuxième monastère, a été construite au début du XIIIe siècle. Elle est remarquable par sa taille (six piliers, douze travées), par la richesse de son ornementation et par son style architectural très développé, probablement d’inspiration parisienne ou angevine. Elle est l’une des plus vastes parmi celles connues actuellement en France. Les douze travées (ouvertures délimitées par deux supports verticaux constituant les points d’appui de piliers ou de colonnes) rappellent les douze apôtres comme les douze mois de l’année et les douze heures de la journée de travail. C'est aussi un tribunal.
Peut être citée la salle capitulaire de l'abbaye de la Trinité de Vendôme du XIIIe siècle ou XIVe siècle on peut y admirer des peintures murales de la fin du XIe siècle découverte dans les années 70, derrière le mur du XIVe siècle.
Cette salle possède actuellement deux nefs voûté d'ogives reposant sur des piliers elle en possédait une supplémentaire amputé à une époque inconnu.

### Iconographie
- La salle capitulaire du musée des Augustins de Toulouse a fait l'objet d'un tableau, La Salle capitulaire au musée des Augustins, par Antoine-Marie Roucole.